# Kolinda
Pour les articles homonymes, voir Kolinda.
Kolinda est un groupe hongrois de folk formé en 1973 par Ágnes Zsigmondi, Iván Lantos, Péter Dabasi et Ferenc Kiss qui connut le succès dans le milieu folk, principalement dans la deuxième moitié des années 1970.

## Histoire
Kolinda tient son nom des chansons de quête pour Noël. C'est en s'inspirant des collectages de musique des villages effectués par Béla Bartók et Kodály, conservés à l'Institut d'Études Populaires de Budapest que Kolinda a pu élaborer un répertoire traditionnel adapté au courant folk en y associant des textes de poètes hongrois contemporains et des influences de musiques diverses (jazz et musique classique avant tout). Les instruments traditionnels utilisés ne sont pas uniquement hongrois, mais proviennent aussi des différents pays des Balkans. Son style musical se reconnait dans le folk revival.
Dissous en 1979, Kolinda se reforme en 1981 à l'initiative de Péter Dabasi, en s'associant  tout d'abord avec le groupe Makám (hu). Après 1984, Kolinda tourne à nouveau sous son seul nom et sort plusieurs disques, essentiellement composés par Péter Dabasi. De son côté, Iván Lantos forme Transylvania (1982-1983) puis Spondo (1991-1994).
En 1996 paraît Ősz, l'album de la reformation réunissant trois des quatre membres fondateurs de Kolinda : Ágnes Zsigmondi, Iván Lantos et Péter Dabasi. On y découvre plusieurs anciens morceaux profondément retravaillés ainsi que de nouvelles compositions. Depuis cette reformation restée sans lendemain, Péter Dabasi reprend la direction musicale du groupe.

## Membres
- Péter Dabasi (hu)
- Ferenc Kiss
- Péter Kőszegi
- Dóra Kováts
- Iván Lantos
- Róbert György
- Szabolcs Szőke
- Lilla Várhelyi
- Attila Zombori
- Ágnes Zsigmondi (voir aussi Makaya McCraven (en), son fils)
- Endre Juhász
- Csaba Gyulai
- Lilla Várhelyi

## Discographie

### Albums studio
- 1976 : Kolinda (ou Kolinda I), pochette créée par le peintre Robert Coutelas[3] (Hexagone)
- 1977 : Kolinda (ou Kolinda II) (sorti au format MP3 le 1er juin 2015 par le label Masq ; vendu par Amazon Digital UK Limited) (Hexagone)
- 1979 : 1514 (Hexagone)[4]
- 1988 : 6 (PAN Records)[5]
- 1991 : Transit (PAN Records)
- 1996 : Ősz (album de la reformation réunissant trois des quatre membres fondateurs de Kolinda)
- 1997 : Incantation (Ráolvasás)
- 2000 : Forgotten Gods (Elfelejtett Istenek)

### Albums collaboratifs
- 1982 : Makám és Kolinda (avec le groupe Makám)
- 1984 : Úton  (avec le groupe Makám)

### Compilations
- 1997 : Szerelem
- 2011 : 30. (ou Millenáris Teátrum)[6]) (album live enregistré le 22 décembre 2010 au Millenáris Teátrum, Budapest, Hongrie - avec le groupe Makám)